# Nico Delle Karth

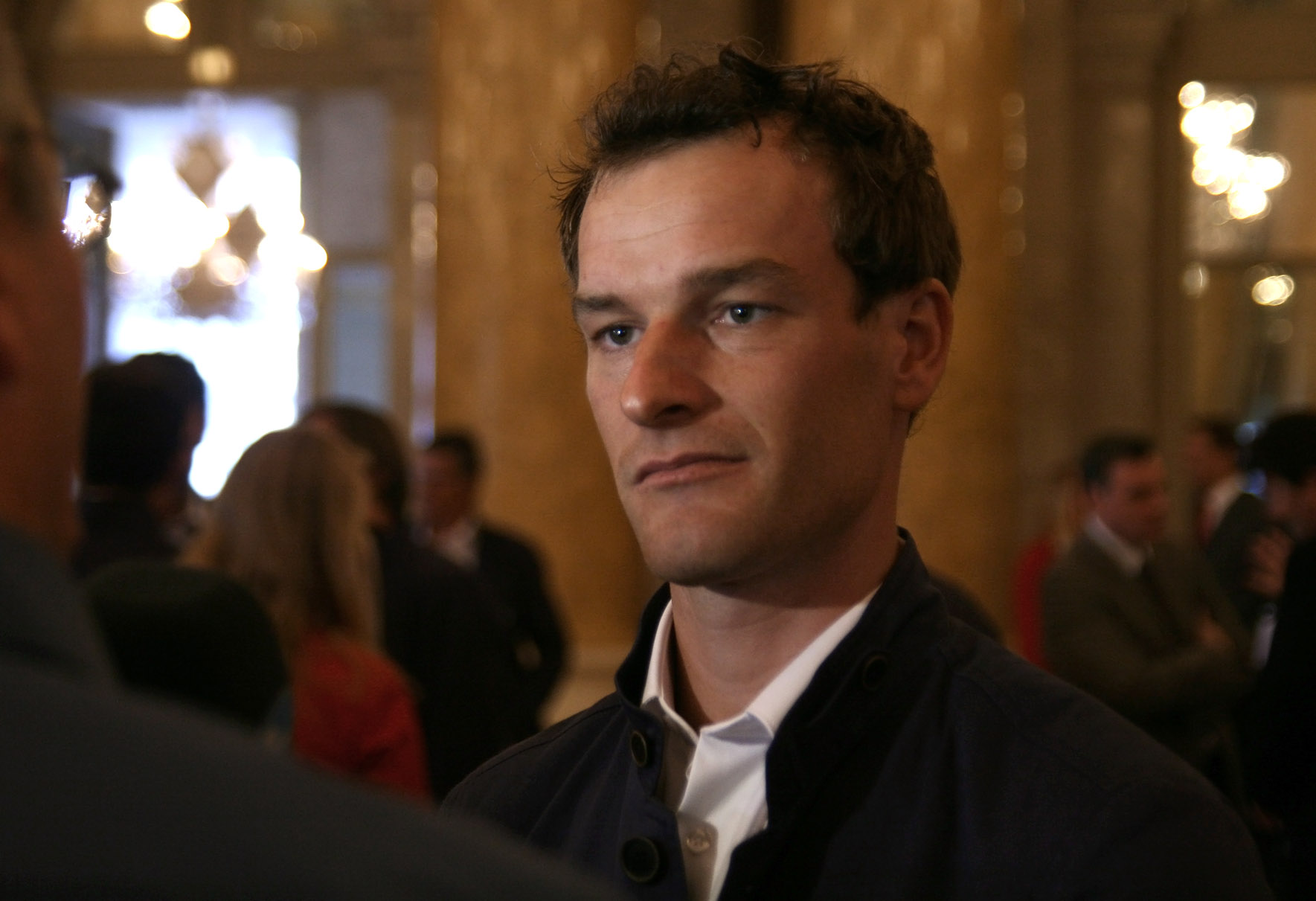
Nico Delle Karth (2012)

Nico Luca Marc Delle Karth (* 21. Jänner 1984 in Rum, Tirol) ist ein österreichischer Segler. Sein Vater Werner Delle Karth war 1973 Vizeweltmeister im Viererbob.

## Segelkarriere
1990 begann Nico Delle Karth in der Optimist-Klasse zu segeln. 1991 nahm er erstmals an einer internationalen Regatta in Portorož teil. Den ersten Sieg errang er 1993 bei den Vorarlberger Meisterschaften.
1999 erfolgte der Umstieg in die 420er-Klasse und die Teamgründung mit Nikolaus Resch als Vorschoter, 2001 der Einstieg in die olympische 49er-Klasse. 2000 gelang der vierte Platz bei den Jugendweltmeisterschaften in Sydney. Weitere Erfolge sind der sechste Platz bei den Europameisterschaften 2004 in Torbole, Platz zehn bei den Olympischen Spielen 2004 in Athen und Platz zwei bei der Kieler Woche 2005. 2007 folgte der Vizeweltmeistertitel in Cascais, 2008 der vierte Platz bei den Europameisterschaften in Palma.
Delle Karth hat 2003 das BORG mit der Matura abgeschlossen. Er ist Mitglied des Kufsteiner Yachtklubs und trainiert als Leistungssportler im Österreichischen Heeressportverband, sein Dienstgrad ist Zugsführer. 
Im März 2017 trennte sich das Team Nico Delle Karth / Nikolaus Resch.

## Auszeichnungen
2008 erhielt er das Silberne Ehrenzeichen für Verdienste um die Republik Österreich.